# Ångsta kvarn

Ångsta kvarn är en kvarn i byn Rise i Lockne distrikt (Lockne socken) i Östersunds kommun, Jämtlands län (Jämtland). Kvarnen ligger vid den så kallade Kvarnrundan (länsväg 571), inte långt från numera nedlagda Ångsta hållplats vid Inlandsbanan. Här produceras Krav-märkt mjöl av i första hand närodlat spannmål.